# Zyprische Badmintonmeisterschaft 2024
Die Zyprische Badmintonmeisterschaft 2024 fand am 19. und 20. Oktober 2024 in Nikosia statt. 

## Medaillengewinner
| Disziplin    | Gold                                         | Silber                               | Bronze                                     |
| ------------ | -------------------------------------------- | ------------------------------------ | ------------------------------------------ |
| Herreneinzel | Nikolaos Kokosis                             | Ioannis Tambourlas                   | Konstantinos Giannopoulos                  |
| Herreneinzel | Nikolaos Kokosis                             | Ioannis Tambourlas                   | Nicolas Maroudias                          |
| Dameneinzel  | Ioanna Pissi                                 | Sofia Ioannou                        | Ailian Xia                                 |
| Dameneinzel  | Ioanna Pissi                                 | Sofia Ioannou                        | Eleni Charalambous                         |
| Herrendoppel | Konstantinos Giannopoulos Ioannis Tambourlas | Kyriacos Pissis Orestis Pissis       | Andreas Ioannou Elias Nicolaou             |
| Herrendoppel | Konstantinos Giannopoulos Ioannis Tambourlas | Kyriacos Pissis Orestis Pissis       | Panayiotis Adamou Nikolaos Kokosis         |
| Damendoppel  | Chara Michael Ioanna Pissi                   | Eleni Charalambous Sofia Ioannou     | Angeliki Avraam Efie Zanou                 |
| Damendoppel  | Chara Michael Ioanna Pissi                   | Eleni Charalambous Sofia Ioannou     | Varvara Architektonidou Nadezhda Nazarenko |
| Mixed        | Ioannis Tambourlas Ioanna Pissi              | Nicolas Maroudias Eleni Charalambous | Constantinos Symeonides Andriana Dimitriou |
| Mixed        | Ioannis Tambourlas Ioanna Pissi              | Nicolas Maroudias Eleni Charalambous | Konstantinos Giannopoulos Sofia Ioannou    |